# الزهرة المقنعة
الزهرة المقنعة (Monkey Flower) اسم أطلق على مجموعة كبيرة من الأعشاب والشجيرات الصغيرة، وهي ذات أزهار لها شفتان أو بتلتان كبيرتان، تنموان فوق بعضهما. وغالبا
ما توجد نقط على البتلات، مما يجعل الزهرة تبدو أكثر شبها بوجه القرد. هنالك أنواع كثيرة مختلفة، تنمو بارتفاع
90-5 سم، وموطنها ألأصلي جنوب أفريقيا وآسيا وأمريكا[ ؟ ].
تعدّ المقنعة القطرية واحدة من هذه الأنواع المعروفة الآن على ضفاف الأنهار في أغلب أوروبا.
يمكن زراعة الزهور المقنعة في الحدائق، والبيوت المحمية. وتنمو جيدا في الأماكن الظليلة. ويجب أن تُروى كثيرا. كما أن بعض أنواع هذه الشجيرات لا تتطلب عناية كبيرة.